# John Muldoon (rugby à XV, 1896)
Pour les articles homonymes, voir John Muldoon et Muldoon.
Pas d'image ? Cliquez ici

a Compétitions nationales et continentales officielles uniquement.

b Matchs officiels uniquement.
Dernière mise à jour le 24 mai 2012.
William Scully Muldoon dit John Muldoon, né le 2 mars 1896 à Ione en Californie et mort le 2 janvier 1944 à Napa, est un joueur américain de rugby à XV évoluant au poste de deuxième ligne. Il est champion olympique avec l'équipe des États-Unis de rugby à XV en 1920.

## Biographie
Natif de Ione en Californie, John Muldoon fait ses études à l'Université de Santa Clara où il joue au rugby à XV au sein de l'équipe universitaire des Broncos. Par la suite, il joue avec le San Francisco’s Olympic Club. En 1920, il est membre de l'équipe olympique américaine qui part en Europe pour disputer les Jeux olympiques à Anvers. Il remporte la médaille d'or avec l'équipe de rugby qui bat l'équipe de France sur le score de 8 à 0 dans l'unique match de la compétition. Un mois après le titre olympique, il dispute un test match contre les Français, cette fois perdu sur le score de 14 à 5.

## Palmarès
- Champion olympique de rugby à XV aux Jeux olympiques d'été de 1920